# Nicola Coughlan
Nicola Mary Tina Coughlan (født 9. januar 1987) er en irsk skuespillerinde. Hun er kendt for sine roller som Clare Devlin i Channel 4-sitcom Derry Girls (2018-2022) og Penelope Featherington i Netflix-serien Bridgerton (2020-nu).